# Округ Рузвелт (Њу Мексико)
Рузвелт (енгл. Roosevelt County) је округ у америчкој савезној држави Њу Мексико.

## Демографија
По попису из 2010. године број становника је 19.846, што је 1.828 (10,1%) становника више него 2000. године.
| Група             | 2000.          | 2010.          |
| Белци             | 11.299 (62,7%) | 11.022 (55,5%) |
| Афроамериканци    | 298 (1,7%)     | 364 (1,8%)     |
| Азијати           | 111 (0,6%)     | 175 (0,9%)     |
| Хиспаноамериканци | 5.998 (33,3%)  | 7.913 (39,9%)  |
| Укупно            | 18.018         | 19.846         |